# أورياريا
أورياريا (بالإنجليزية: Auriaria)‏ في أسطورة جلبرتية (جزيرة جلبرت في جزر إليس) هو رئیس عظيم بجلد أحمر وقامة عملاق. وقع في حب عذراء حمراء الجلد تسمى ني تيتوابين Nei Tituaabine التي أصبحت بعد الموت ربة خصب.